# Jim Shannon
Pour les articles homonymes, voir James Shannon.
Richard James Shannon (né le 25 mars 1955) est un homme politique unioniste démocratique d'Irlande du Nord. Il siège à la Chambre des communes du Royaume-Uni depuis 2010 comme député de Strangford. Il a auparavant siégé à l'Assemblée d'Irlande du Nord de 1998 à 2010 pour Strangford. Il est un défenseur de Leave Means Leave, une campagne pro-Brexit. 

## Jeunesse
Shannon fait ses études à l'école primaire de Ballywalter et à l'institution universitaire de Coleraine. Il est soldat dans l'Ulster Defence Regiment en 1973–1975 et 1976–1977 et reçoit la Médaille du service général. Il sert dans la Royal Artillery TA de 1977 à 1988. Il est membre de l'Ordre d'Orange et des Apprentice Boys of Derry. 

## Carrière politique
Il est élu pour la première fois au conseil municipal d'Ards en 1985 et maire en 1991–1992. Il est élu membre du Forum d'Irlande du Nord pour le dialogue politique en 1996 et à l'Assemblée d'Irlande du Nord pour Strangford en 1998, puis réélu en 2003 et 2007, représentant le DUP. 
Aux élections générales de 2010, Shannon gagne dans sa propre circonscription de Strangford avec 14 926 voix face aux conservateurs et unionistes d'Ulster (9 050 voix). Le siège était vacant depuis la démission de sa collègue du DUP, Iris Robinson, le 13 janvier 2010. Après son élection à Westminster, il démissionne de son siège à l'Assemblée en faveur de Simpson Gibson. 
En 2016, l'Autorité parlementaire indépendante des normes annonce qu'elle lance une enquête officielle sur les dépenses de Shannon. En 2015, il est le député le plus réclamé sur 650, avec 205 798 £, frais de déplacement non compris. Il doit rembourser 13 925 £ de frais de transport indus,. 
Shannon est l'un des contributeurs les plus actifs aux débats parlementaires, intervenant dans presque tous les débats d'ajournement, ce qu'il dit faire pour soutenir d'autres députés d'arrière-ban qui souhaitent soulever des questions dans des débats généralement peu fréquentés. 
S'exprimant lors d'un débat d'ajournement de la Chambre des communes sur Netflix, Shannon estime que l'Optimisation fiscale alléguée de la part de la société est «tout simplement honteux»  et appelle le gouvernement à «s'assurer que les grandes entreprises doivent payer un taux raisonnable de la taxe. " . 